# Limnodynastes interioris
Limnodynastes interioris är en groddjursart som beskrevs av Fry 1913. Limnodynastes interioris ingår i släktet Limnodynastes och familjen Limnodynastidae. IUCN kategoriserar arten globalt som livskraftig. Inga underarter finns listade i Catalogue of Life.